# Nikolaj Konstantinovič Romanov
Nikolaj Konstantinovič Romanov rusky Великий князь Николай Константинович (2. únorajul./ 14. února 1850greg., Sankt-Petěrburg – 14. lednajul./ 27. ledna 1918greg., Taškent) byl ruský velkokníže, člen ruského panovnického domu.

## Biografie

### Původ, mládí

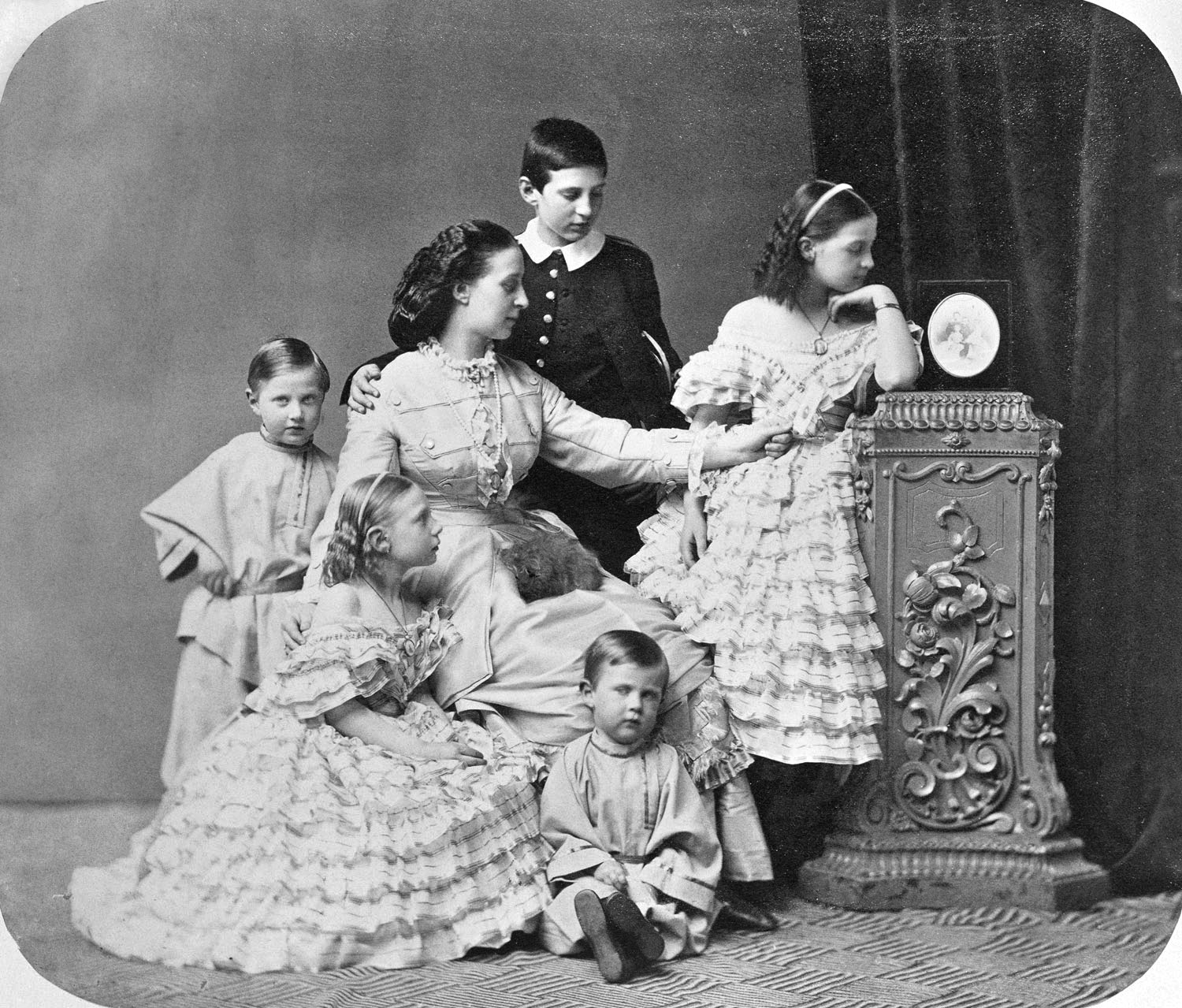
Nikolaj Konstantinovič se svou matkou a sourozenci (1862)

Narodil se jako nejstarší syn ze šesti dětí velkoknížete Konstantina Nikolajeviče, syna ruského cara Mikuláše I., a jeho manželky Alexandry Josifovny, dcery saskoaltenburského vévody Josefa. Jako takový byl vnukem cara Mikuláše I. a bratrancem cara Alexandra III.
Jako první Romanovec získal vysokoškolské vzdělání, když s výbornými výsledky (absolvoval se stříbrnou medailí) vystudoval Akademii Generálního štábu, na niž nastoupil z vlastní iniciativy v roce 1868.
Po dokončení studií se vypravil na cestu po Evropě, kde začal sbírat svou kolekci západoevropského malířství. Po návratu do Ruska nastoupil k osobní stráži jezdeckého pluku a v jedenadvaceti letech se stal velitelem eskadrony. V této době se na maškarním plese seznámil s americkou tanečnicí Fanny Lear a začal si s ní románek, třebaže v té době byla již vdaná a měla malého syna.
Bouřlivá avantýra velkoknížete znepokojila jeho rodiče a přiměla je ke společnému jednání, tedy i setkání – v té době totiž spolu již nežili. Nikolajův otec nakonec našel uspokojivý způsob, jak vzdálit syna z Petěrburgu: roku 1873 se Nikolaj Konstantinovič v rámci Chivenského tažení vypravil do Chivy. V té době měl již hodnost plukovníka a v tomto tažení se mu dostalo bojového křtu. V čele předvoje Kazalinského oddílu, který utrpěl největší ztráty, realizoval jeden z nejobtížnějších pochodů, a to přes poušť Kyzylkum. Vedl první průzkumnou skupinu, která se dostala do takové dělové palby, že jejich návrat již nebyl ani očekáván. Na tomto pochodu projevil velkokníže mimořádnou statečnost a byl příkladem druhým. Za účast na Chivenském tažení byl vyznamenán Řádem sv. Ondřeje 3. stupně.
Po návratu ze Střední Asie, kterou byl okouzlen, se začal vážně zabývat orientalistikou. Začal participovat na práci v Ruské geografické společnosti, kde mezi vědci dozrávala myšlenka Amudarjské expedice. Jejím cílem bylo maximální poznání Ruskem nově dobyté země a podrobit detailní vědecké analýze její potenciál. Tyto plány skvělého carova adjutanta nadchly. V Geografické společnosti byli samozřejmě rádi pozornosti a zájmu osobnosti z nejvyšších kruhů; Nikolaj Konstantinovič byl zvolen jejím čestným členem a jmenován náčelníkem expedice.
Po návratu z Chivenského tažení také znovu cestoval po Evropě v doprovodu své milenky Fanny Lear a pokračoval v doplňování své umělecké sbírky.

### Rodinný skandál

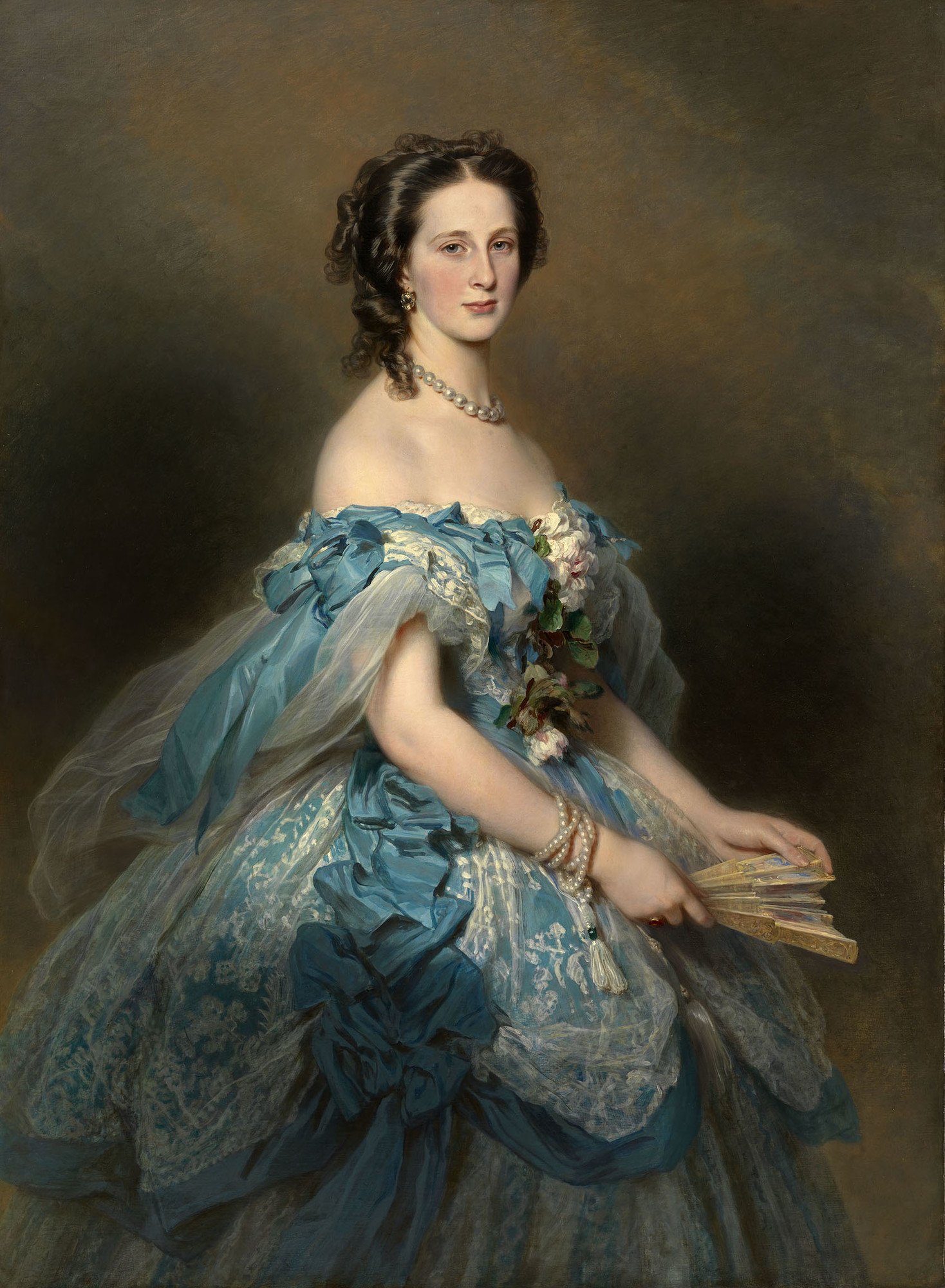
Alexandra Josifovna, matka velkoknížete Nikolaje Konstantinoviče, na portrétu od F. X. Winterhaltera (cca 1850)

V dubnu roku 1874 matka Nikolaje Konstantinoviče, velkokněžna Alexandra Josifovna, zjistila v Mramorovém paláci zmizení tří briliantů z jedné z ikon, kterými svého času car Mikuláš I. požehnal svatbu svého syna Konstantina s německou princeznou, současnou Alexandrou Josifovnou. Velkokníže Konstantin Nikolajevič přivolal policii a brilianty byly záhy nalezeny v jedné z petěrburských zastaváren.
Pátrání dovedlo policii k člověku, který brilianty do zastavárny donesl – k pobočníkovi velkoknížete Nikolaje Konstantinoviče J. P. Varpachovskému. Na výslechu dne 15. dubna kategoricky odmítl vinu na krádeži a vypověděl, že do zastavárny pouze donesl kameny, jež mu předal velkokníže Nikolaj Konstantinovič.
Nikolaj, který byl při výslechu přítomen, přísahal na Bibli, že je nevinen (čímž, jak se říkalo, ještě prohloubil svůj hřích). Otci řekl, že je připraven pomoci svému soudruhu Varpachovskému a vzít vinu na sebe. Car Alexandr II., který osobně na případ dohlížel, přivolal k vyšetřování šéfa četníků P. A. Šuvalova.
Šuvalov vyslýchal tři hodiny v Mramorovém paláci internovaného Nikolaje Konstantinoviče v přítomnosti jeho otce , který si zapsal do svého deníku: «Žádná lítost, žádné přiznání, jen když už nebylo možno zapírat, a i to jen kousek po kousku. Vztek a ani jediná slza. Zaklínali ho vším, co je mu svaté, aby si ulehčil budoucí trest upřímným doznáním a lítostí! Nepomohlo nic!»
Nakonec došli k závěru, že brilianty sebral Nikolaj Konstantinovič a získané peníze měl použít na dárky pro svou milenku Fanny Lear. Na rodinné radě – společné schůzce všech členů carské rodiny – po dlouhých debatách (kde zazněly různé varianty řešení: nástup k vojsku, předání veřejnému soudu, poslat do vězení) bylo přijato rozhodnutí, jež mělo přinést nejmenší újmu prestiži carské rodiny. Velkokníže měl být prohlášen za duševně chorého a poté z rozkazu imperátora navždy vypovězen z hlavního města říše. Fanny Lear byla vypovězena z Ruska se zákazem se kdykoli v budoucnu vrátit; s velkoknížetem se již nikdy nesetkala. Třebaže však rodiče a sourozenci Nikolaje Konstantinoviče byli přesvědčeni, že příčinou krádeže byl nedostatek prostředků na uspokojení rozmarů Fanny Lear, při prohledání stolu velkoknížete byla nalezena suma mnohem vyšší než částka získaná v zastavárně za brilianty.
Nad Nikolajem Konstantinovičem byly vyneseny fakticky dva rozsudky. První – pro veřejnost – spočíval v jeho prohlášení za choromyslného. Z toho plynulo, že nadále a navždy se bude nacházet pod dozorem, na nuceném léčení, v plné izolaci. Smysl druhého rozsudku – rodinného – spočíval v tom, že v dokumentech, týkajících se panovnického domu, bylo zapovězeno uvádět jeho jméno, a jemu náležející následnictví bylo předáno jeho mladším bratřím. Přišel také o všechny tituly a důchody a byl vyškrtnut ze záznamů pluku. Byl navždy vypovězen z Petěrburgu a byl povinen žít pod dohledem v místě, jež mu bude určeno.
V roce 1917 v časopise «Argus» vyšel překlad memoárů Fanny Lear, v nichž vyprávěla o svém románku z vyšších kruhů, o hořké účasti Nikoly (jak ho nazývala), jehož vinu nevěřila ani minutu, i o tom, jak skončil její pobyt v Rusku.
Fanny psala, že v hlavním městě drželi knížete ve svěrací kazajce, dopovali medikamenty a také bili. Vojáci, kteří hlídali Nikolu, se nad ním vyvyšovali, třebaže ještě včera byl pro ně nedostižnou ikonou, a nabízeli mu dětské hračky. Sám Nikolaj Konstantinovič, soudě z jeho zápisků, trpce želel toho, že nešel do vězení.
Ve vzpomínkách Fanny Lear je zápis: «Pokud by se taková věc přihodila v rodině obyčejných lidí, ututlali by ji; zde naopak zvedli na nohy policii...»

### Vyhnanství
Nikolaje Konstantinoviče odvezli ze Sankt-Petěrburgu na podzim roku 1874. Do příjezdu do Taškentu v létě roku 1881, tj. za necelých 7 let, vystřídal přinejmenším 10 míst pobytu. Nikde ho nenechali pořídit si nějaký dům a navázat nějaké vztahy. Pobýval ve Vladimirské gubernii, v Umani, v městečku Tirovo.
Když byl poslán do Orenburgu, předpokládal, že tam dohled nad ním nebude příliš přísný, neboť se tam neustále odehrávaly válečné střety. Skutečně v Orenburgu místní vedení nad mnohým přivíralo oči. Jmenovitě v Orenburgu roku 1877 27letý Nikolaj publikoval svou práci «Vodní cesta do Střední Asie, uvedená Petrem Velikým» (Водный путь в Среднюю Азию, указанный Петром Великим), která ovšem vyšla bez uvedení jména autora. Zde se mu podařilo uskutečnit cesty do hloubi kazašských stepí – na koni podnikl cestu se stejnými nadšenci, jako byl on sám, z Orenburgu do Perovska. Byl zaujat myšlenkou výstavby železnice z Ruska do Turkestánu. Projekt poslaný do Petěrburgu však byl označen jako nerentabilní kvůli řídké obydlenosti zemí.
V Orenburgu došlo i na jiné nečekané události V zimě roku 1878 se oženil s Naděždou Alexandrovnou Drejer, dcerou městského šéfa policie. Sňatek byl tajný, ale informace o něm pronikly na veřejnost a do Petěrburgu byl poslán o něm raport. Nakonec byl sňatek zvláštním nařízením Synodu anulován a rodině Drejerové bylo nařízeno opustit město. Mladá žena rozhodně odmítla opustit svého muže. Naděžda Alexandrovna, která byla kazašského rodu, měla tvrdý charakter a doprovázela manžela na náročných pochodech koňmo po stepích. Nikolaj Konstantinovič ji na počest Alexandra Makedonského nazýval «kněžnou Iskander (княгиней Искандер)».
Mladší bratr orenburského vězně, velkokníže Konstantin Konstantinovič, nesouhlasil s tvrdou linií carského domu: «Brzo-li skončí mučivé postavení, z něhož ubohému Nikolovi nedávají žádného východiska? Nejmírnějšího člověka je tak možno vyvést z utrpení, Nikola má ještě dostatek síly snést své vězení i mravní trest.»
Nakonec car Alexandr III. svolil s uzavřením morganatického manželství, novomanželům však bylo nařízeno odjet do Turkestánu, do Taškentu.

### V Turkestánu

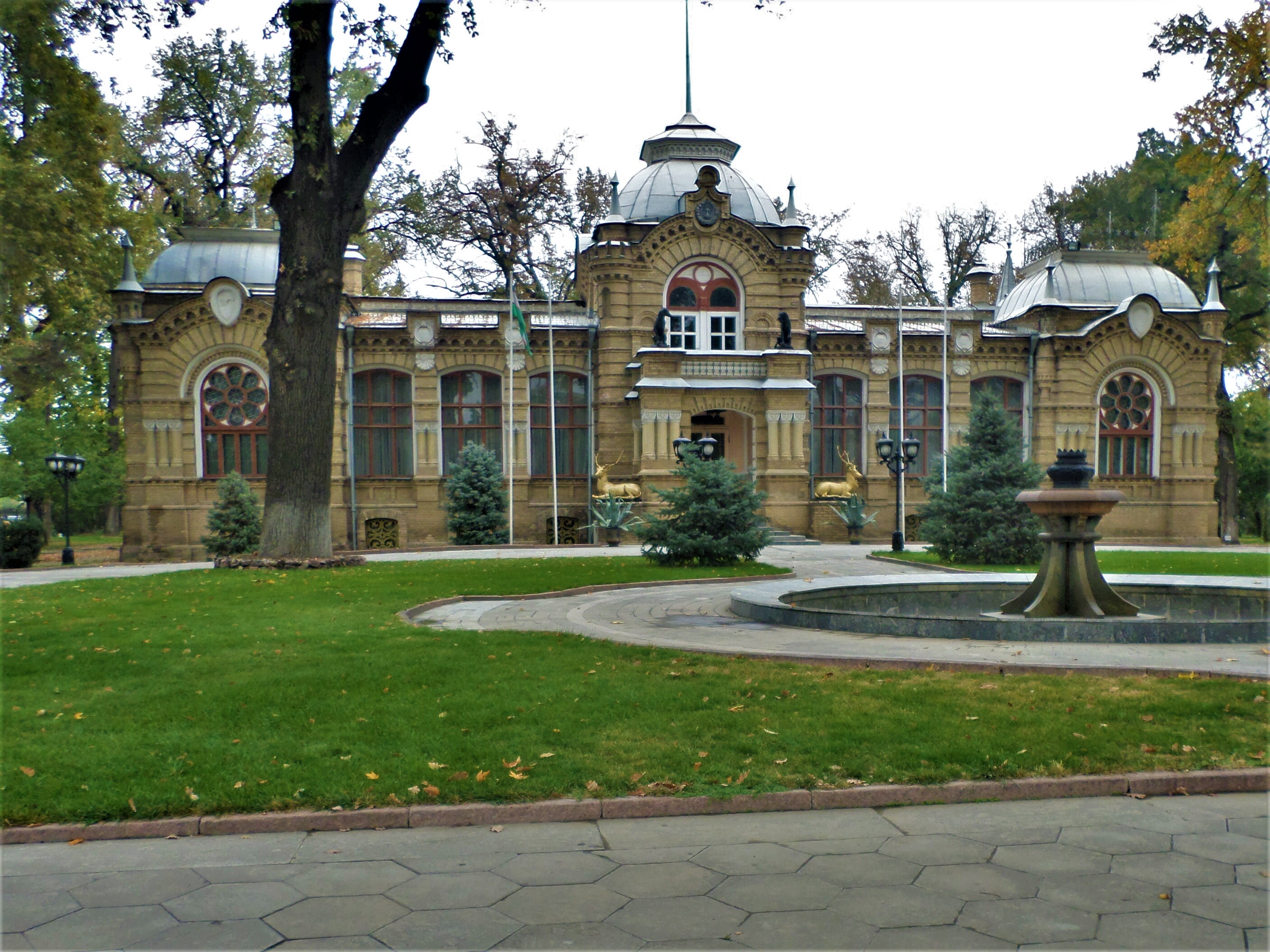
Palác Nikolaje Konstantinoviče v Taškentu

V Turkestánu velkokníže žil zpočátku pod jménem plukovník Volynskij. Později se začal užívat jména Iskander. Toto příjmení pak nosili a nosí všichni jeho potomci – knížata Iskanderové. Později (1901) se oženil ještě s jednou ženou – Darjou Časovitinovou, patnáctiletou dcerou taškentského obyvatele, náležejícího ke kozákům. Přitom se mohl objevit ve společnosti s oběma svými ženami. Ze svazku s Darjou se narodilo několik dětí, od Naděždy Alexandrovny měl dva syny, Artěmije a Alexandra. Naděžda Alexandrovna pod jménem "kněžna Iskander" několikrát navštívila Sankt-Petěrburg, snažíc se urovnat vztahy s romanovskou přízní. Nebyla v tom příliš úspěšná, ale obě její děti mohly studovat elitní vojenské učiliště – privilegovaný sankt-petěrburský Pažeskij korpus (Пажеский корпус).
Velkokníže byl rozporuplná osobnost, měl silné sklony k ušlechtilým skutkům. Od cara dostal 300 000 rublů na stavbu paláce, místo toho však věnoval tyto peníze na stavbu divadla v Taškentu. Postavil i palác pro potřebu svého bydlení v centru Taškentu; ten dnes slouží jako sídlo uzbeckého Ministerstva zahraničních věcí.
Je známo, že Nikolaj Konstantinovič zřídil deset stipendií pro nadané studenty z Turkestánu, kteří neměli možnost si platit studia v hlavních školských zařízeních Ruska.
Se jménem velkoknížete je spojena řada někdy kuriózních, někdy vážných společenských i jiných skandálů v Taškentu. K tomu přispívalo i jeho dvojznačné, rozporuplné postavení – na jedné straně byl formálně stále v režimu domácího vězení, neboť rozhodnutí o jeho odvolání nikdo nevydal, na druhé straně byl stále velkoknížetem a tím tedy požíval ochrany imperátorského domu; kromě toho byl u evropské části taškentského obyvatelstva velmi populárním člověkem.

### Podnikání velkoknížete
Velkokníže se zabýval podnikáním a byznysem. Byl majitelem řady podniků v Taškentu: závod na výrobu mýdla, fotografické ateliéry, podniky s biliárem, prodej kvasu, zpracování rýže, zpracování bavlny; všechny byly, k zlosti příbuzenstva, registrovány jako majetek jeho ženy. Z peněz, které takto získali, byl vybudován první taškentský biograf "Chiva" (opět jako "podnikatelský záměr"). Z vlastních peněz pak se zabýval budováním zavlažovacích kanálů v Hladové stepi.
Příjmy z těchto podnikatelských aktivit dosahovaly úctyhodné výše – kolem půldruha milionu rublů ročně (pro srovnání – ze Sankt-Petěrburgu velkokníže dostával ročně 200 tisíc rublů).
Nikolaj Konstantinovič se tedy projevil jako znamenitý podnikatel. Jako jeden z prvních obrátil pozornost k tehdy nejvýnosnějším průmyslovým odvětvím v Turkestánu – strojírenství a zpracování bavlny. Využíval při tom nejprogresivnější technické výdobytky té doby a v jeho bavlnářských závodech se praktikoval bezodpadový výrobní cyklus – semena bavlníku, která zůstávala po zpracování surové bavlny, se využívala jako surovina v lisovnách oleje, zde vzniklé pokrutiny se využívaly jako hnojivo nebo jako krmivo pro dobytek.
Již svými prvními zavlažovacími pracemi získal velkou popularitu u obyvatelstva. První z nich bylo vyvedení kanálu z řeky Čirčik na její pravý břeh; byl nazván jménem jeho rodiny – "Iskander-aryk".
V té době se v těchto oblastech nacházelo jen několik obydlí "dechkanů" (nuzní středoasijší křesťané), přesídlivších sem z Gʻazalkentu. Po vybudování kanálu zde založili "velkoknížecí" sídliště Iskander. Stranou od sídla založil velkokníže velký sad. Při budování kanálu Nikolaj Konstantinovič provedl archeologický výzkum kurganu, z něhož byly vyzvednuty zbraně a jiné předměty.
V roce 1886 velkokníže přikročil k odvedení vod Syrdarji v naději, že se zavlaží byť jen část Hladové stepi mezi Taškentem a Džizakem; vynaložil mnoho energie a prostředků. Práce spojené s budováním kanálu přišly knížete na více než milion rublů (pro srovnání – kráva v té době stála tři ruble). Na pobřežní skále u řeky u hlavní budovy poblíž Bekabadu bylo vytesáno obrovské písmeno "N" (v ruské cyrilici H), ozdobené korunou.

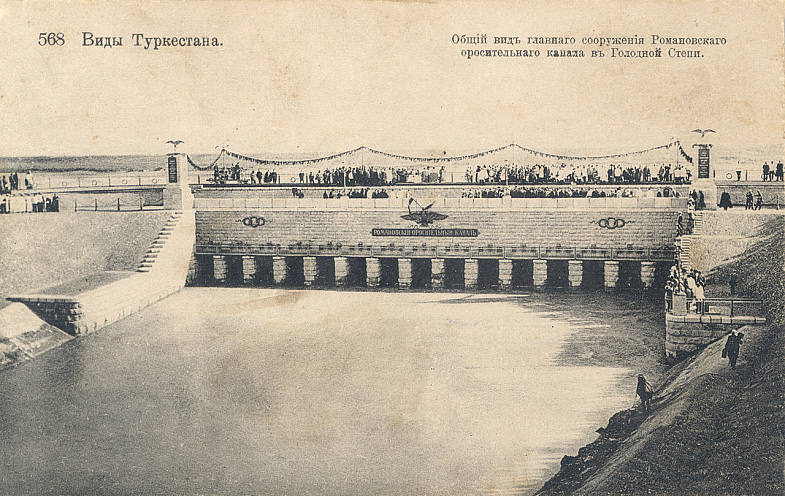
Pohled na hlavní stavbu zavlažovacího kanálu v Hladové stepi

Na zavlažených pozemcích vzniklo 12 velkých ruských sídel. Nikolaj Konstantinovič psal:
«Мé přání je oživit pouště Střední Asie a ulehčit vládě možnost jejich osídlení ruským obyvatelstvem všech vrstev». К roku 1913 zde vyrostlo již 119 ruských osad.
Nejmilejší myšlenkou velkoknížete však byl projekt obnovy «starého toku» Аmudarji do Kaspického moře. Již v roce 1879 v Samaře organizoval společnost pro výzkum středoasijských cest, jež měla za cíl výběr trasy turkestánské železnice a průzkum obrácení Amudarji do Uzboje. V březnu roku 1879 Nikolaj Konstantinovič publikoval brožuru s názvem «Amu a Uzboj (Аму и Узбой)» (kniha vyšla bez uvedení jména autora). V ní autor, opíraje se o historické prameny (díla antických a středověkých autorů), dokazoval, že řeka nejednou změnila průběh svého toku «исключительно по воле человека (včetně vůle člověka)». Vláda však iniciativu knížete nepodpořila – sama rozpracovala projekt obrácení toku řeky.
V brožuře «Аmu a Uzboj» velkokníže napsal: «Rusko v posledních pěti letech ovládlo velkou část Střední Asie, ale dříve kvetoucí Turkestán získali Rusové ve stádiu úpadku. Je přírodou obdařen všemi příznivými podmínkami pro rychlý rozvoj svých bohatých výrobních sil. Rozšíření zavlažovacího systému, smazání hranic mezi oázami umožní učinit z Turkestánu jednu z nejlepších ruských oblastí». Plán na «obrácení Аmudarji» pravděpodobně byl také shledán neúčelným. Avšak samotná expedice, která prošla více než tisícikilometrovou trasu po dosud nezkoumaných místech, přinesla v výjimečně cenný materiál. To ocenily vědecké kruhy i vedení v Sankt-Petěrburgu, které vyznamenalo všechny účastníky, vyjma však velkoknížete Nikolaje Konstantinoviče.
Ve Střední Asii byly vždy vysoce ceněny práce spojené se závlahami, obzvlášť pak nových území, které je dosud neměly. Proto zmíněné zavlažovací programy Nikolaje Konstantinoviče, nejrozsáhlejší v té době a navíc nikoli v režimu nucených prací, ale se zaplacenou prací všech účastníků, měly za důsledek rychlé rozšíření popularity velkoknížete u místního obyvatelstva. Vybudoval na své náklady stokilometrový zavlažovací kanál, který přivedl k životu 40 000 děsjatin (děsjatina = 1,09 hektaru) země.

### Sbírka Nikolaje Konstantinoviče
Sbírka obrazů evropského a ruského malířství, kterou velkokníže shromáždil a přivezl ze Sankt-Petěrburgu, byla základem v roce 1919 vzniknuvšího Muzea umění Uzbekistánu v Taškentu; dodnes je jednou z nejbohatších sbírek obrazů evropského malířství ve Střední Asii.

#### Osud jedné sochy
V době své druhé cesty do Evropy pobývali Nikolaj Konstantinovič a Fanny Lear v Římě ve Ville Borghese. Zde velkoknížete uchvátila vynikající socha Antonia Canovy, zobrazující Paolinu Borghese, mladší sestru Napoleonovu, v podobě obnažené krasavice, spočívající na mramorovém lehátku v podoběVenuše vítězné s jablkem v levé ruce. Nikolaj Konstantinovič zadal sochaři Tomasu Solari zhotovit podle této sochy kopii, jejíž tvář však neměla mít podobu Pauliny Borghese, ale podobu jeho milované Fanny Lear.
Ve svých memoárech Fanny Lear vzpomínala na nepříjemné pocity, když jí na obličej přikládali sádrovou masku, s jejíž pomocí sochař přenesl rysy její tváře do mramoru. Sochař je ubezpečil, že po skončení práce bude socha dopravena do Sankt-Petěrburgu, a svůj slib dodržel.
Po mnoha letech, když už velkokníže pobýval ve svém taškentském vyhnanství, poslala mu jeho matka Alexandra Josifovna dárek. Při procházce v parku narazila na mramorovou sochu poloobnažené ženy s jablkem v ruce a poznala v ní Fanny Lear, milenku svého nejstaršího, pro ni ztraceného syna. Zanedlouho byla socha uzavřená v dřevné bedně dopravena do Taškentu Nikolaji Konstantinoviči. Později se socha stala jednou z ozdob taškentského Muzea umění.

### Velkokníže aÚnorová revoluceroku1917
Poslední ruský car Mikuláš II. byl bratrancem Nikolaje Konstantinoviče z druhého kolena (měli společného děda, resp. praděda), ani on však nedovolil velkoknížeti vrátit se do hlavního města. Proto svržení cara v únoru roku 1917 přijal Nikolaj Konstantinovič se zadostiučiněním a nadšením. Vyvěsil rudou vlajku nad svým domem a poslal pozdravný telegram Prozatímní vládě.
Alexandr Fjodorovič Kerenskij, předseda Prozatímní vlády, znal velkoknížete z Taškentu, neboť téměř deset let žili v sousedství.

### Smrt velkoknížete
Záhy po Říjnové revoluci a ustavení sovětské vlády v Turkestánu, 14. ledna roku 1918 zemřel bývalý velkokníže Nikolaj Konstantinovič na své dače u Taškentu na zápal plic. V řadě pozdějších publikací se uvádělo, že byl zastřelen, údaje ze soudobých novin a archivní dokumenty to však vyvracejí. Pochován byl u zdi kostela sv. Jiří, ležícího naproti vchodu do jeho paláce v Taškentu. Kostel byl později za sovětské vlády "přeprofilován" na loutkové divadlo a kavárnu s prodejnou pelmeňů. Poté, co Uzbekistán získal nezávislost, staré loutkové divadlo a kavárna byly zbořeny. V současnosti je na místě malý parčík.
Tak skončil život velkoknížete, plný dramatických zvratů. Jeho větší část prožil Nikolaj Konstantinovič v Turkestánu, kde zanechal hlubokou stopu.
Jeho dílo a dokumenty jsou uloženy v Centrálním ruském archivu.

## Vyznamenání
Ještě před svým odsouzením byl velkokníže Nikolaj Konstantinovič nositelem řady řádů a vyznamenání:
- Řád sv. Ondřeje (2. února 1850)
- Řád sv. Alexandra Něvského (2. února 1850)
- Řád sv. Anny 1. stupně (2. února 1850)
- Řád sv. Vladimíra 3. stupně (1873)
- rakouský Velký kříž Řádu sv. Štěpána (1874)

### Rodina
15. prosince roku 1878 se v Orenburgu oženil s Naděždou Alexandrovnou Drejerovou, dcerou místního velitele policie Alexandra Gustavoviče Drejera a Sofie Opanovské. Až 4. května/22. dubna roku 1899 bylo šlechtičně Naděždě Drejerové povoleno přidat před vlastní příjmení ještě příjmení «Iskander», které užíval její manžel.
Z manželství vzešly dvě děti – synové.
Byla nějaký čas hlídačkou v muzeu, pak byla propuštěna. Našla útulek ve strážním domku u bývalého paláce Nikolaje Konstantinoviče, kde žila obklopena psy. Podle očitých svědků v posledních letech života vypadala jako opravdová nuzačka, chodila v otrhaných šatech a živila se tím, co nechali u dveří její chatrče obyvatelé, pamatující dobrotu velkoknížete. Zemřela roku 1929 v důsledku pokousání vzteklým psem; je však možné, že datum její smrti není přesné, neboť známá švýcarská cestovatelka Ella Maillart uvádí ve svém cestopise «Turkestan Solo» její fotografii na jednom z taškentských bazarů ještě z roku 1932.
Děti
- starší syn Artěmij (31./19. prosince 1878, Samara) – 1919 (snad Taškent), od 24./12. srpna mohl používat příjmení «Iskander» a požívat šlechtických práv. Podle jedné verze zahynul za občanské války, kde bojoval na straně bílých, podle druhé měl zemřít na tyfus[nepřesný odkaz]
- mladší syn Alexandr (27./15. listopadu 1887, Taškent), 22./10. března roku 1894 mu bylo dovoleno používat příjmení «Iskander» a požívat šlechtických práv. Stal se vojenským důstojníkem a účastnil se protibolševického povstání v lednu roku 1919 v Taškentu, bojoval v jednotkách Wrangelovy armády, poté byl evakuován do tureckého Gelibolu a posléze do Francie, kde také v roce 1957 v Grasse zemřel. Napsal memoáry o občanské válce s názvem «Nebeský pochod (Небесный поход)».

Vnukové
Alexandr se dvakrát oženil. Z jeho prvního manželství, jenž uzavřel 5. května roku 1912 s Olgou Josipovnou Rogovskou (1893–1962) a jež bylo později rozvedeno, se narodily dvě děti – syn a dcera. Z druhého manželství s Natálií Chanykovou (1893-1982), s níž se oženil v roce 1930, již nevzešli žádní potomci.
- Kirill Nikolajevič Androsov (kníže K. A. Iskander) – 1915-1992
- Natálie Nikolajevna Androsovová (kněžna N. A. Iskander) – 1917-1999. Celý život prožila v SSSR a v Rusku, byla motocyklovou závodnicí, vystupovala v cirkuse (jízda v kouli), byla mistryní sportu SSSR. Velké vlastenecké války se účastnila jako řidička nákladního auta GAZ-AA.

V roce 1901 se Nikolaj Konstantinovič oženil s Varvarou Chmelnickou (1885 — ?). Sňatek nebyl uznán.

### Mimomanželské vztahy a děti
- milenka Alexandra Alexandrovna Děmidovová (rozená Abaza)(1853—1894); porodila mu dvě děti:
  - Nikolaj (1875—1913) – účastník rusko-japonské války, plukovník gardy v záloze, napsal řadu prací z historie ruské kavalerie
  - Оlga (1877—1910) – byla stižena blíže nespecifikovanou duševní chorobou

V roce 1888 dostali od cara Alexandra III. šlechtictví s příjmením «Volynští» a otčestvem «Pavlovič», neboť v té době (od roku 1879) manželem jejich matky byl hrabě Pavel Felixovič Sumarokov-Elston (1853—1938), strýc knížete Jusupova, budoucího Rasputinova vraha.
- milenka (resp. druhá, bigamická manželka) Darja Jelisejevna Časovitinová (1880—1953/1956); porodila mu tři děti:
  - Svjatoslav (-1919) – zastřelen
  - Nikolaj (-1919/1920)
  - Darja (1896—1966) – žila v Moskvě a po jistý čas pracovala jako sekretářka spisovatelky Marietty Sergejevny Šagiňanové

## Vývod z předků
|                                |                                         |  |                                              |                                                |  |  |  |  |  |  |  | Petr III. Ruský |
|                                |                                         |  |                                              |                                                |  |  |  |  |  |  |  |                 |
|                                | Pavel I. Ruský                          |  |                                              |                                                |  |  |  |  |  |  |  |                 |
|                                |                                         |  |                                              |                                                |  |  |  |  |  |  |  |                 |
|                                |                                         |  |                                              | Kateřina II. Veliká                            |  |  |  |  |  |  |  |                 |
|                                |                                         |  |                                              |                                                |  |  |  |  |  |  |  |                 |
|                                | Mikuláš I. Pavlovič                     |  |                                              |                                                |  |  |  |  |  |  |  |                 |
|                                |                                         |  |                                              |                                                |  |  |  |  |  |  |  |                 |
|                                |                                         |  |                                              | Fridrich Evžen Württemberský                   |  |  |  |  |  |  |  |                 |
|                                |                                         |  |                                              |                                                |  |  |  |  |  |  |  |                 |
|                                | Žofie Dorota Württemberská              |  |                                              |                                                |  |  |  |  |  |  |  |                 |
|                                |                                         |  |                                              |                                                |  |  |  |  |  |  |  |                 |
|                                |                                         |  |                                              | Bedřiška Braniborsko-Schwedtská                |  |  |  |  |  |  |  |                 |
|                                |                                         |  |                                              |                                                |  |  |  |  |  |  |  |                 |
|                                | Konstantin Nikolajevič Ruský            |  |                                              |                                                |  |  |  |  |  |  |  |                 |
|                                |                                         |  |                                              |                                                |  |  |  |  |  |  |  |                 |
|                                |                                         |  |                                              | Fridrich Vilém II.                             |  |  |  |  |  |  |  |                 |
|                                |                                         |  |                                              |                                                |  |  |  |  |  |  |  |                 |
|                                | Fridrich Vilém III.                     |  |                                              |                                                |  |  |  |  |  |  |  |                 |
|                                |                                         |  |                                              |                                                |  |  |  |  |  |  |  |                 |
|                                |                                         |  |                                              | Frederika Luisa Hesensko-Darmstadtská          |  |  |  |  |  |  |  |                 |
|                                |                                         |  |                                              |                                                |  |  |  |  |  |  |  |                 |
|                                | Šarlota Pruská                          |  |                                              |                                                |  |  |  |  |  |  |  |                 |
|                                |                                         |  |                                              |                                                |  |  |  |  |  |  |  |                 |
|                                |                                         |  |                                              | Karel II. Meklenbursko-Střelický               |  |  |  |  |  |  |  |                 |
|                                |                                         |  |                                              |                                                |  |  |  |  |  |  |  |                 |
|                                | Luisa Meklenbursko-Střelická            |  |                                              |                                                |  |  |  |  |  |  |  |                 |
|                                |                                         |  |                                              |                                                |  |  |  |  |  |  |  |                 |
|                                |                                         |  |                                              | Frederika Karolina Luisa Hesensko-Darmstadtská |  |  |  |  |  |  |  |                 |
|                                |                                         |  |                                              |                                                |  |  |  |  |  |  |  |                 |
| Nikolaj Konstantinovič Romanov |                                         |  |                                              |                                                |  |  |  |  |  |  |  |                 |
|                                |                                         |  |                                              |                                                |  |  |  |  |  |  |  |                 |
|                                |                                         |  | Arnošt Fridrich III. Sasko-Hildburghausenský |                                                |  |  |  |  |  |  |  |                 |
|                                |                                         |  |                                              |                                                |  |  |  |  |  |  |  |                 |
|                                | Fridrich Sasko-Altenburský              |  |                                              |                                                |  |  |  |  |  |  |  |                 |
|                                |                                         |  |                                              |                                                |  |  |  |  |  |  |  |                 |
|                                |                                         |  |                                              | Ernestina Sasko-Výmarská                       |  |  |  |  |  |  |  |                 |
|                                |                                         |  |                                              |                                                |  |  |  |  |  |  |  |                 |
|                                | Josef Sasko-Altenburský                 |  |                                              |                                                |  |  |  |  |  |  |  |                 |
|                                |                                         |  |                                              |                                                |  |  |  |  |  |  |  |                 |
|                                |                                         |  |                                              | Karel II. Meklenbursko-Střelický               |  |  |  |  |  |  |  |                 |
|                                |                                         |  |                                              |                                                |  |  |  |  |  |  |  |                 |
|                                | Šarlota Georgina Meklenbursko-Střelická |  |                                              |                                                |  |  |  |  |  |  |  |                 |
|                                |                                         |  |                                              |                                                |  |  |  |  |  |  |  |                 |
|                                |                                         |  |                                              | Frederika Karolina Luisa Hesensko-Darmstadtská |  |  |  |  |  |  |  |                 |
|                                |                                         |  |                                              |                                                |  |  |  |  |  |  |  |                 |
|                                | Alexandra Sasko-Altenburská             |  |                                              |                                                |  |  |  |  |  |  |  |                 |
|                                |                                         |  |                                              |                                                |  |  |  |  |  |  |  |                 |
|                                |                                         |  |                                              | Fridrich II. Evžen Württemberský               |  |  |  |  |  |  |  |                 |
|                                |                                         |  |                                              |                                                |  |  |  |  |  |  |  |                 |
|                                | Ludvík Württemberský                    |  |                                              |                                                |  |  |  |  |  |  |  |                 |
|                                |                                         |  |                                              |                                                |  |  |  |  |  |  |  |                 |
|                                |                                         |  |                                              | Bedřiška Braniborsko-Schwedtská                |  |  |  |  |  |  |  |                 |
|                                |                                         |  |                                              |                                                |  |  |  |  |  |  |  |                 |
|                                | Amálie Württemberská                    |  |                                              |                                                |  |  |  |  |  |  |  |                 |
|                                |                                         |  |                                              |                                                |  |  |  |  |  |  |  |                 |
|                                |                                         |  |                                              | Karel Kristián Nasavsko-Weilburský             |  |  |  |  |  |  |  |                 |
|                                |                                         |  |                                              |                                                |  |  |  |  |  |  |  |                 |
|                                | Henrietta Nasavsko-Weilburská           |  |                                              |                                                |  |  |  |  |  |  |  |                 |
|                                |                                         |  |                                              |                                                |  |  |  |  |  |  |  |                 |
|                                |                                         |  |                                              | Karolína Oranžsko-Nasavská                     |  |  |  |  |  |  |  |                 |
|                                |                                         |  |                                              |                                                |  |  |  |  |  |  |  |                 |